# Bautzen
Bautzen ([ˈbaʊ̯t͡sən]ⓘ, en sorbio Budyšin [ˈbudɨʃin]ⓘ) es una ciudad alemana situada al noreste del estado federado de Sajonia. Es la capital del distrito de Bautzen y también es la capital histórica de la región de la Alta Lusacia (Oberlausitz). La ciudad, con un casco antiguo de la época medieval muy bien conservado, se alza sobre un meandro del río Spree. Tenía 40 000 habitantes en 2018. 
Aunque más del 90 % de los habitantes tienen hoy el alemán como lengua materna, Bautzen es el centro político y cultural más importante del pueblo sorbio. Esta minoría étnica alemana de origen eslavo ocupa la región de Lusacia, a caballo entre los estados de Sajonia y Brandeburgo.
La principal industria radicada en Bautzen es la Bombardier (antigua VEB Waggonbau) y produce tranvías. En la época de la República Democrática Alemana, la ciudad era conocida por las prisiones Bautzen I y Bautzen II. Bautzen II, situada en la parte trasera del Palacio de Justicia, era una prisión de la Stasi para presos políticos, disidentes y presos de conciencia, que fue reconvertida en museo memorial en 1993. Bautzen I, la cárcel "ordinaria", sigue en uso como prisión hoy en día y es conocida en toda Alemania como Gelbes Elend (literalmente "miseria amarilla", en referencia al ladrillo amarillo con el que está construido el edificio). La catedral de San Pedro es la única iglesia compartida de Sajonia y una de las más grandes y antiguas de Alemania.
Bautzen también es conocida por su mostaza. La marca Bautz'ner, originaria de la ciudad, es particularmente popular en todo el este de Alemania, gracias en parte a los recuerdos que evoca de la RDA.

## Geografía

### Situación geográfica
La ciudad, situada a orillas del río Spree, está aproximadamente a 50 km al oeste de Dresde en donde las Montañas de Lusacia (Lausitzer Bergland) pasan a las tierras bajas en el norte de Lusacia. Al norte de la ciudad se halla la represa de Bautzen, construida en el año 1974. En el mismo terreno antes se encontraban las aldeas de Malsitz (en sorbio Małsecy) y Nimschütz (Hněwsecy). 7,5 km al sur de la ciudad se levanta el Mönchswalder Berg (montaña de Mönchswalde (Mnišońc).
Limita con los municipios de Radibor, Großdubrau y Malschwitz al norte, Kubschütz al este, Großpostwitz, Obergurig y Doberschau-Gaußig al sur, y Göda al oeste.

### Subdivisiones

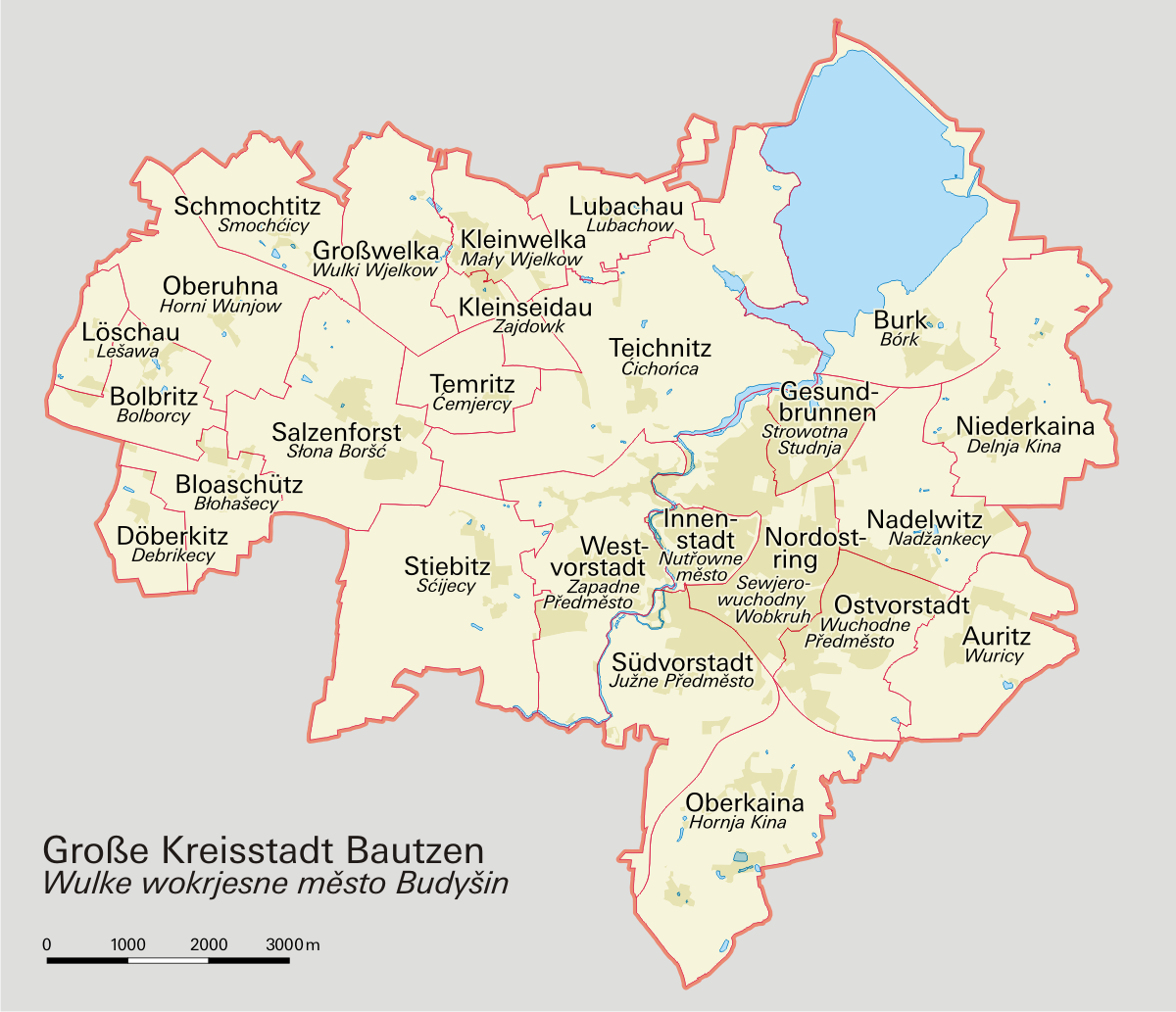
Barrios de Bautzen.

El municipio de Bautzen se subdivide en 15 barrios (en alemán Ortsteile):
| Nombre               | Nombre                  | Población (1 de enero de 2009) |
| Alemán               | Alto sorbio             | Población (1 de enero de 2009) |
| -------------------- | ----------------------- | ------------------------------ |
| Innenstadt           | Nutřkowne město         | 5.278                          |
| Südvorstadt          | Južne Předměsto         | 1.738                          |
| Westvorstadt         | Zapadne Předměsto       | 3.505                          |
| Gesundbrunnen        | Strowotna studnja       | 8.178                          |
| Nordostring          | Sewjerowuchodny Wobkruh | 10.727                         |
| Ostvorstadt          | Wuchodne Předměsto      | 6.360                          |
| Teichnitz            | Ćichońca                | 377                            |
| Nadelwitz            | Nadźankecy              | 268                            |
| Burk                 | Bórk                    | 325                            |
| Oberkaina            | Hornja Kina             | 832                            |
| Niederkaina          | Delnja Kina             | 522                            |
| Stiebitz             | Sćijecy                 | 510                            |
| Kleinwelka           | Mały Wjelkow            | 1.314                          |
| Salzenforst-Bolbritz | Słona Boršć-Bolborcy    | 839                            |
| Auritz               | Wuricy                  | 458                            |

## Historia
El área que ocupa la ciudad hoy en día ya estaba habitada en la Edad de Piedra y se han encontrado restos prehistóricos en el distrito nordeste.

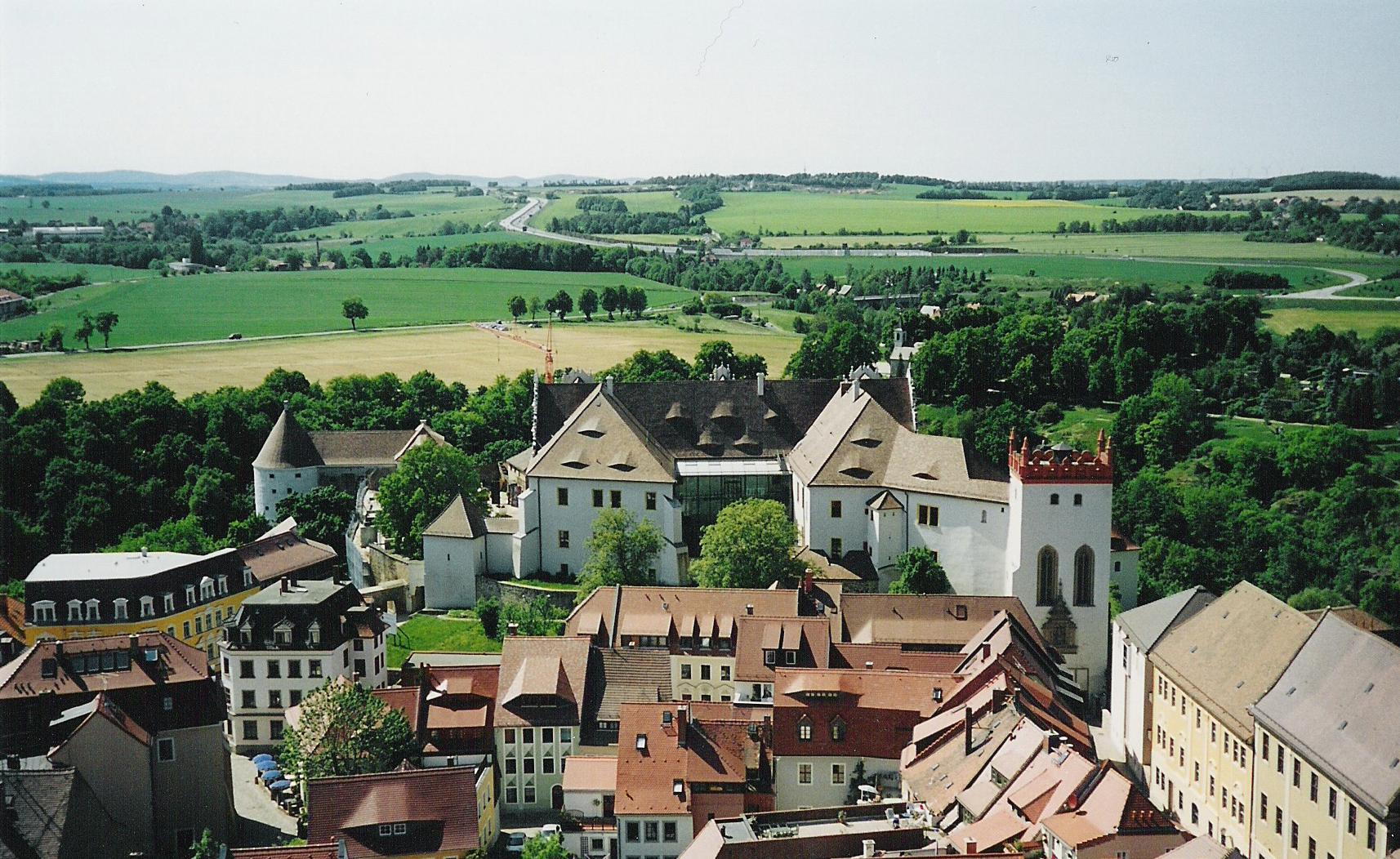
Castillo de Ortenburg

El primer registro del nombre de la ciudad data de 1002. En la Crónica de Tietmaro el castillo de Ortenburg es mencionado como budusin civitas, como ciudad principal de Lusacia y el centro de la tribu eslava de los milcenos, antepasados de los sorbios que hoy pueblan Lusacia.
El 1018, el emperador del Sacro Imperio, Enrique II el Santo, y el rey de Polonia, Boleslao I el Valiente, firmaron en el castillo de Ortenburg la paz de Bautzen, que dejaría la villa bajo dominio polaco hasta el año 1033, cuando volvió al Sacro Imperio Romano. Bautzen sería alemana durante cincuenta años, antes de pasar al duque de Bohemia Bratislao II en 1081. En 1216, Bautzen recibió los privilegios de ciudad. Debido a su posición estratégica, en la encrucijada de varias rutas económicas importantes entre Silesia y el Rin, la ciudad se convierte en un centro de comercio en la región.

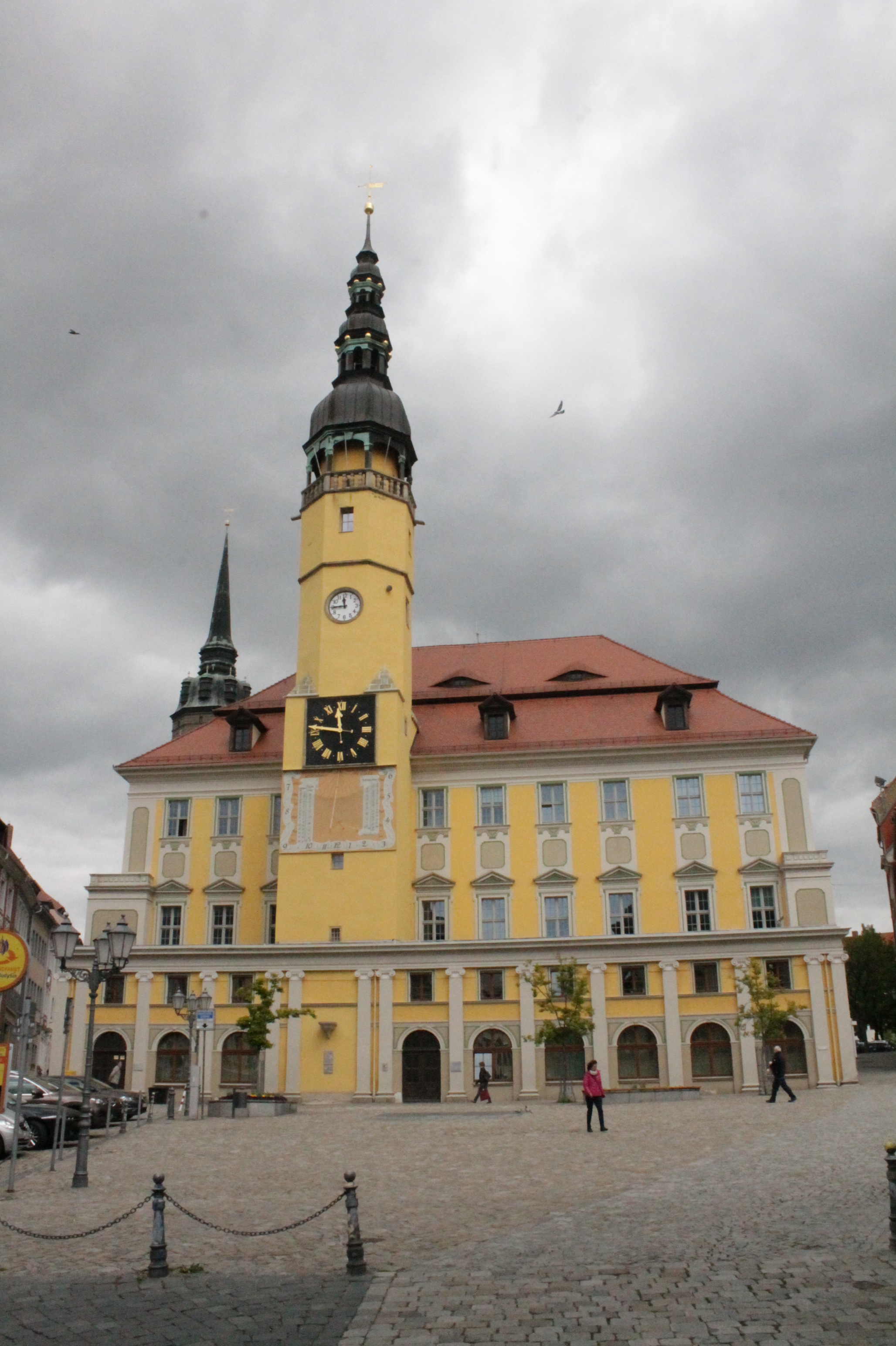
Ayuntamiento de Bautzen

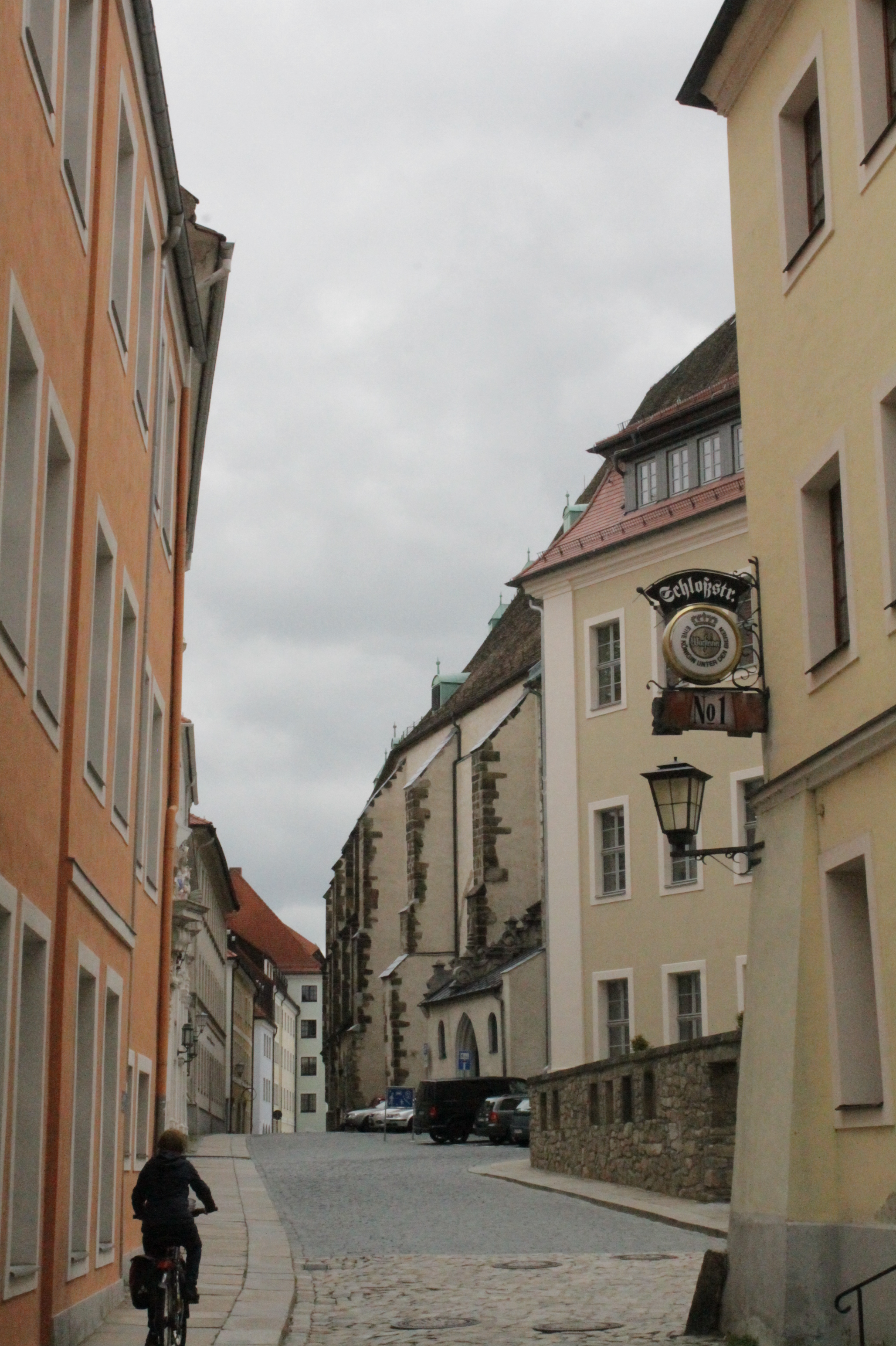
An der Petrikirche, Bautzen

El convento franciscano se fundó en 1240. Entre 1243 y 1319, la Alta Lusacia formó parte del margraviato de Brandeburgo. En 1320, tras la extinción de la línea brandeburguesa de la dinastía ascania, la ciudad volvió a ser bohemia. Bajo el liderazgo de Bautzen, en 1346 se crea la Liga de las Seis Ciudades de la Alta Lusacia junto con Görlitz, Zittau, Löbau, Kamenz y Lauban.
En 1429 y 1431 la ciudad fue asediada durante las Guerras Husitas. Cuenta la leyenda que fue salvada por el arcángel San Miguel, y en su honor se construyó la iglesia de San Miguel (Michaeliskirche). Entre 1469 y 1490 Bautzen forma parte del Reino de Hungría y conserva de este período la Matthiasturm, una torre con un relieve que representa al rey húngaro Matías Corvino. Posteriormente pasa a ser bohemia, y entre 1520 y 1525, durante la Reforma, permanece católica. Durante la guerra de los Treinta Años una gran parte de la ciudad es incendiada repetidamente por las tropas sajonas, suecas y las de Wallenstein. En 1635, toda Lusacia, así como la ciudad de Bautzen, pasa a manos del Electorado de Sajonia.
Los días 20 y 21 de mayo de 1813 tuvo lugar la batalla de Bautzen, entre los ejércitos francés y los aliados rusos y prusianos, en el transcurso de las Guerras Napoleónicas. Durante esta batalla cayó en combate el general Gérard Duroc, amigo personal y ayudante de campo de Napoleón. En 1868, la ciudad fue renombrada oficialmente de Budissin a Bautzen. En 1904 se completó la gran prisión sajona "Bautzen I", conocida como "Gelbes Elend" (miseria amarilla) y aún en uso en la actualidad.
Durante la Alemania nazi, existió un subcampo del campo de concentración de Gross-Rosen en Bautzen. Allí fue encarcelado Ernst Thälmann antes de ser transferido a Buchenwald. Entre el 21 y el 30 de abril de 1945 tuvo lugar la batalla de Bautzen, entre los ejércitos alemanes y los aliados rusos y polacos, que fue una de las últimas victorias alemanas. La ciudad permaneció en manos alemanas hasta la capitulación.
Durante la República Democrática Alemana, Bautzen era famosa por sus prisiones: Bautzen I y Bautzen II. Bautzen I sigue funcionando como prisión hoy en día y Bautzen II es un museo memorial desde 1993.
En 2002 la ciudad celebró su primer milenario.

## Lugares de interés
- Catedral de San Pedro (Dom St. Petri), iglesia interreligiosa (luterana-evangélica y católica), edificio gótico que data del siglo XIII; Concatedral de la diócesis de Dresde-Meißen
- Iglesia de las Santas María y Marta (Maria-und-Martha-Kirche), iglesia luterana neogótica construida a finales del siglo XIX.
- Saurierpark Kleinwelka, parque temático dedicado a los dinosaurios.

## Cultura

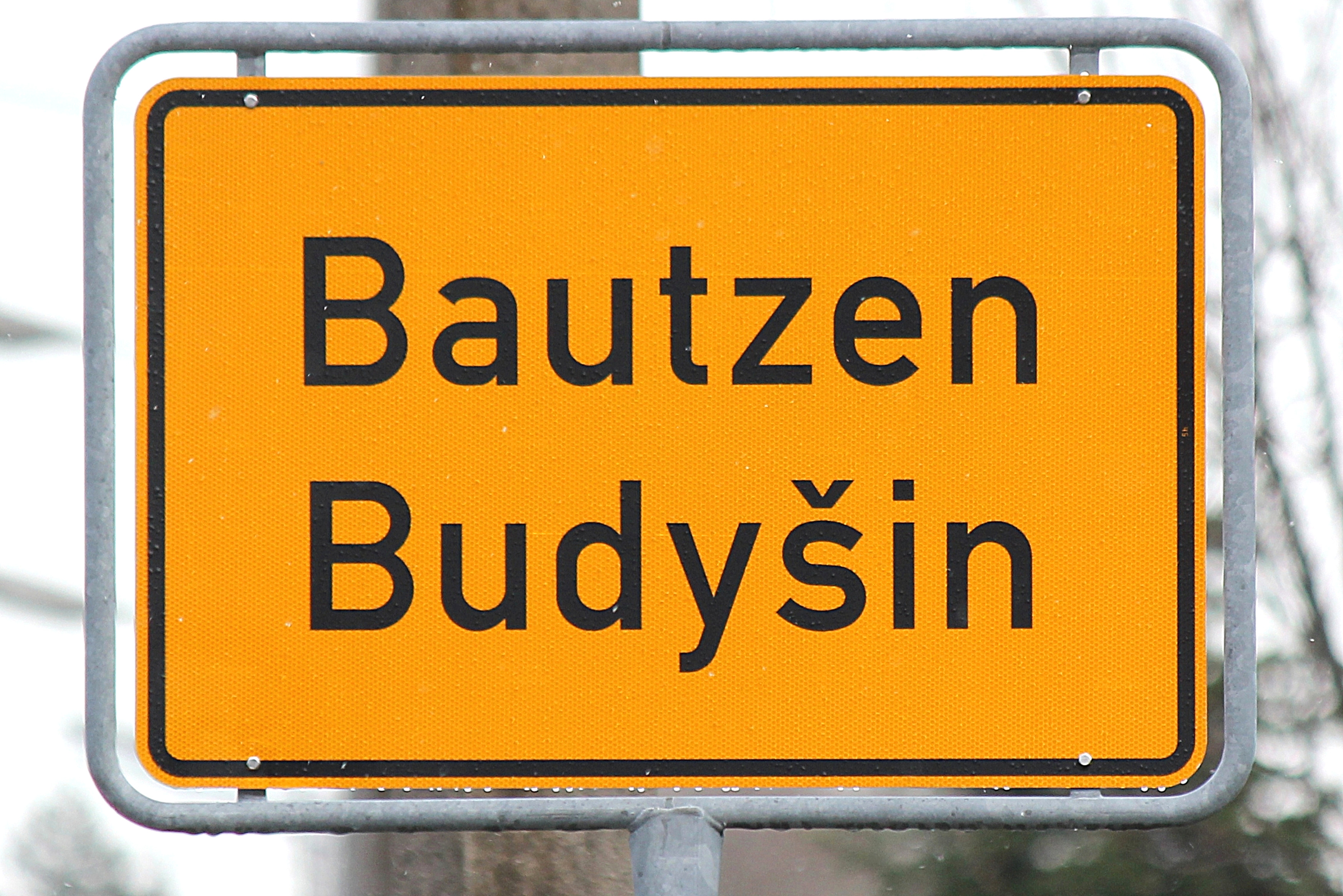
Señalización bilingüe alemán-sorbio en Bautzen

A pesar de ser ya una minoría en la ciudad, Bautzen es la sede de numerosas instituciones culturales de los sorbios, como la Fundación para el Pueblo Sorbio (Załožba za serbski lud), la Domowina, la Sorbischer Rundfunk (Serbski rozhłós), el Teatro Popular Germano-Sorbio (Němsko-Serbske ludowe dźiwadło) y el Instituto Sorbio (Serbski institut).

## Educación
El Gimnasio Sorbio de Bautzen (en alemán Sorbische Gymnasium Bautzen, en alto sorbio Serbski gymnazij Budyšin), es un instituto bilingüe en alemán y sorbio, ubicado en Bautzen y dirigido a alumnos de la región de Alta Lusacia. Como parte del proyecto educativo Witaj, las clases se imparten en los dos idiomas vernáculos de la región.

## Religiones

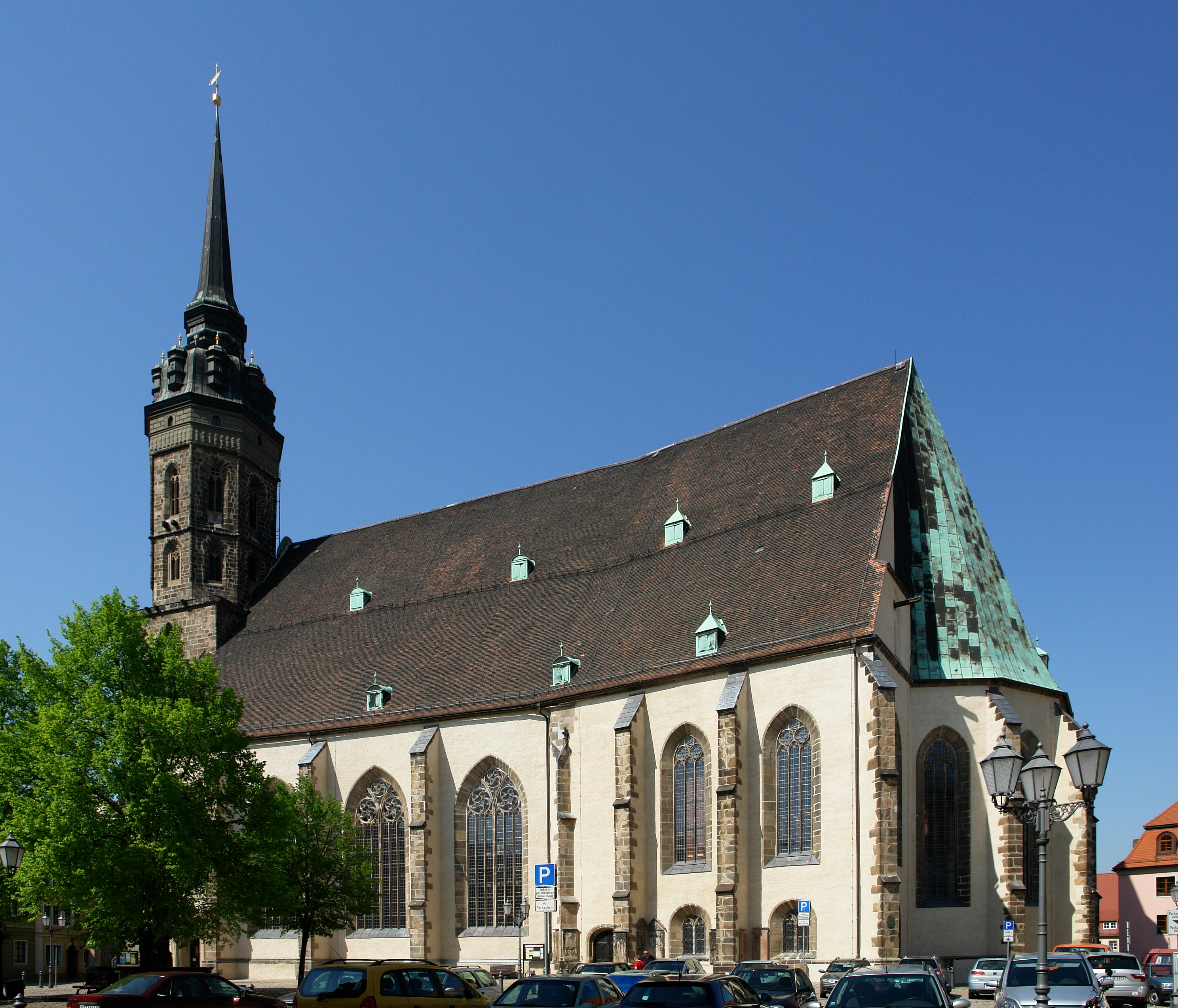
Catedral de San Pedro

La mayoría de los habitantes de Bautzen son luteranos, mientras que la minoría sorbia es predominantemente católica. Ambas confesiones comparten la Catedral de San Pedro para celebrar sus servicios, si bien los altares están separados por una simbólica verja de hierro. Cada año se celebra la Procesión Ecuestre de Pascua.

## Ciudades hermanadas
- Worms (Alemania, desde 1990)
- Heidelberg (Alemania, desde 1991)
- Dreux (Francia, desde 1992)
- Jablonec nad Nisou (República Checa, desde 1993)
- Jelenia Góra (Polonia, desde 1993)